# 小行星4516
小行星4516（英語：4516 Pugovkin）是一颗围绕太阳公转的小行星。1973年9月28日，尼古拉·切爾尼赫在克里米亚发现了此天体。
这颗小行星的绝对星等为311.395262056269等。